# Vadebra ulimutis
Vadebra ulimutis är en fjärilsart som beskrevs av William Lucas Distant. Vadebra ulimutis ingår i släktet Vadebra och familjen juvelvingar. Inga underarter finns listade i Catalogue of Life.